# Viêm kẽ móng chân
Viêm kẽ móng chân hay sưng kẽ móng chân hay còn gọi là bệnh móng chọc thịt (danh pháp khoa học: Onychocryptosis, xuất phát từ tiếng Hi Lạp cổ: ὄνυξ/onyx có nghĩa là móng chân + κρυπτός/kryptos có nghĩa là quặp ngược) là một chứng bệnh viêm nhiễm, sưng tấy tại kẽ móng chân do hiện tượng bờ tự do của tường móng chọc vào da, nếp gấp làm tổn thương tổ chức này khiến khóe ngón chân, tay bị viêm, đỏ tấy, đau nhức, thậm chí có trường hợp phải nhập viện trong tình trạng 2 ngón chân cái sưng to, mưng mủ và nguy cơ bị nhiễm trùng, hoại tử.
Đây là bệnh thường gặp, chiếm 0,1% các bệnh về da và 7% các bệnh về da cần phẫu thuật. Bệnh diễn biến dai dẳng do bệnh nhân tự điều trị hoặc điều trị tại cơ sở y tế bằng nội khoa nên không triệt để, gây đau đớn, ảnh hưởng đến sinh hoạt và nguy cơ bị biến thành bệnh mãn tính rất lớn. Theo thống kê của Viện Da liễu Việt Nam, 70% bệnh nhân đến điều trị bệnh móng chọc thịt là nữ và gần 70% trong số đó dưới 30 tuổi.

## Nguyên nhân
- Bệnh móng chọc thịt do nhiều nguyên nhân, nhưng có tới 40% là do cắt tỉa móng sai.
- Ngoài cắt tỉa móng sai còn do tăng cân quá nhiều sau sinh nở (tăng hơn 14 kg), ngoài ra, phụ nữ thường hay mắc những vấn đề này hơn vì họ thường đi giầy chật, hẹp, đế cao vì trọng lực được đặt lên mu bàn chân thay vì gót chân.
- Các móng chân mọc sâu vào trong khi đầu móng bị cắt sâu và sát thịt do cắt móng chân quá ngắn, quá sát với da và không thẳng làm tổn thương móng và vùng da quanh móng.
- Các đôi giày và tất chật cũng là thủ phạm của sự phát triển bất thường này hoặc do đi giày quá nhiều.

## Phòng bệnh và điều trị
Khi gặp hiện tượng này, nếu không sớm điều trị không những sẽ làm tổn hại đến móng chân mà còn làm viêm nhiễm cả vùng da xung quanh móng
Khi móng chân đang bị mọc ngược vào trong, hãy lập tức ngâm chân trong nước ấm giúp da chân mềm hơn. Sau khi ngâm khoảng 20-30 phút, giữ chân sạch và đệm một miếng gạc cotton nhỏ dưới góc của phần móng mọc ngược để từ từ nâng nó lên. Hoặc có thể dùng móng tay sạch từ từ trượt dưới cạnh móng chân và nâng lên.
Sau 3-4 ngày ngâm chân với nước ấm, có thể dùng chiếc kéo nhỏ đã sát trùng cắt đi phần móng chân bị mọc vào trong một cách nhẹ nhàng và thận trọng. Giữ sạch sẽ và băng bó lại để ngăn ngừa cho móng không bị nhiễm trùng và tổn thương lần nữa, có thể lấy ít bông thấm nước đặt ngay dưới móng để khỏi cắt vào thịt. Tiếp tục làm cho đến khi móng phát triển bình thường.
Cách cắt móng theo hình chữ "V" sẽ chữa hoặc ngăn cản được móng phát triển vào trong là không đúng mà phải cắt móng chân thẳng, không tạo các hình cung và không cắt quá sát. Sửa các góc bằng dũa.
Luôn cho ngón chân thông thoáng bằng cách đi sandal và dép hở ngón hoặc giày có xỏ nhiều lỗ thoát khí hạn chế đi lại bằng các loại giày bịt mũi. Nếu mặc thì nên đệm một miếng gạc y tế quấn quanh ngón chân rồi mới đi giày nó sẽ làm giảm đau đớn.
Điều trị bằng phương pháp kẹp cắt bản móng, giường móng và mầm móng dưới sự định hướng của kẹp thẳng. Đây là phương pháp đơn giản, dễ thực hiện ở các cơ sở y tế và bệnh nhân ít bị đau sau thủ thuật. Nếu khu vực đó bị tấy đỏ, sưng phồng lên và bị nhiễm trùng thì phải dùng thuốc hoặc tiểu phẫu (cắt đến tận đáy để tạo móng mới) và laze.